# Danh sách câu lạc bộ bóng đá Eswatini
Đây là danh sách các câu lạc bộ bóng đá ở Eswatini.
Về danh sách đầy đủ, xem Thể loại:Câu lạc bộ bóng đá Eswatini

## B
- Bulembu Young Aces
- Bush Bucks FC (Pigg's Peak)

## E
- Eleven Men in Flight (Siteki)

## G
- Green Mamba FC (Simunye)

## H
- Hellenic FC (Mbabane)
- Hub Sundowns FC (Manzini)

## I
- Illovo FC

## J
- Juventus Kvaluseni FC (Kwaluseni)

## M
- Malanti Chiefs (Pigg's Peak)
- Manchester United FC (Mshingishingini)
- Manzini Sea Birds FC
- Manzini Sundowns F.C.
- Manzini Wanderers
- Mbabane Highlanders
- Mbabane Swallows
- Mfishane Never Die FC
- Mhlambanyatsi Rovers
- Mhlume United
- Midas City FC
- Moneni Pirates FC (Manzini)

## N
- Nkomazi Sundowns

## P
- Peacemakers (Mhlume)
- Phindrix FC

## R
- Red Lions FC
- Royal Leopards (Simunye)
- RSSC United FC (Mhlume)
- Russian Bombers FC

## T
- Tabankulu Callies FC (Mbabane)

## U
- Umbelebele Jomo Cosmos FC (Mbabane)

## Y
- Young Buffaloes FC (Matsapha)